# Кузнецов, Константин Иванович
Константин Иванович Кузнецов (06.10.1924—02.12.1999) — организатор промышленности, директор Лианозовского электромеханического завода (1965—1976), генеральный директор ПТО «Утёс» (1971—1976).
Родился 06.10.1924 в д. Верхняя Туарма (ныне Вешкаймский район Ульяновской области).
Участник войны с июня 1942 года, механик по радио 20-го гвардейского бомбардировочного полка.
Окончил МВТУ им. Н. Э. Баумана (1952), инженер-механик.
В 1952—1958 годах — старший инженер, начальник цеха, начальник ОТК на заводе п/я 2427 (Москва).
С 1958 года — главный инженер завода п/я 2449 (Москва). Некоторое время работал начальником 5 ГУ Министерства общего машиностроения СССР.
В 1965—1976 годах — директор Лианозовского электромеханического завода. В период его руководства освоены РПС П-40, 5Н66, ПРВ-16, П-37, «Блесна».
23 августа 1968 года подписал приказ об организации в городе Красный Холм Калининской области производственных мастерских на базе бывшей инкубаторно-птицеводческой фабрики.
В 1971 году назначен генеральным директором производственно-технического объединения «Утёс», в состав которого по приказу от 8 августа 1971 года вошли ЛЭМЗ, заводское ОКБ, производственные мастерские (филиал ЛЭМЗа) в городе Красный Холм, Ковылкинский электромеханический завод (КЭМЗ) в городе Ковылкино Мордовской АССР. В 1975 году в ПТО «Утёс» был включён завод «Радуга» во Владикавказе.
Награждён орденами Трудового Красного Знамени (дважды), «Знак Почёта», Отечественной войны II степени, медалями «За трудовую доблесть», «За боевые заслуги» (дважды, 02.06.1944 и 10.06.1945), «За победу над Германией» (1945).
Умер 2 декабря 1999 года в Москве.